# Nicolás Cabral
Joaquín Nicolás Cabral (Pigüé, 9 ottobre 1999) è un calciatore argentino, difensore del Liverpool (M).

## Carriera

### Club
Cabral è cresciuto nel settore giovanile dell'Olimpo. Successivamente ha giocato nel General Díaz in Paraguay e nel 2023 ha firmato con gli uruguaiani del Cerro. Ha debuttato in Primera División il 4 febbraio nell'incontro perso 2-0 contro il Peñarol ed una settimana più tardi ha segnato il suo primo gol nel successo per 3-0 sul Boston River.
Nel 2024 è stato acquistato dal Cerro Largo.

### Nazionale
Nel 2019 ha giocato 2 partite con la maglia della nazionale argentina Under-20.

## Statistiche

### Presenze e reti nei club
Statistiche aggiornate al 23 maggio 2024.
| Stagione        | Squadra         | Campionato      | Campionato | Campionato | Coppe nazionali | Coppe nazionali | Coppe nazionali | Coppe continentali | Coppe continentali | Coppe continentali | Altre coppe | Altre coppe | Altre coppe | Totale | Totale | Totale |
| Stagione        | Squadra         | Comp            | Pres       | Reti       | Comp            | Pres            | Reti            | Comp               | Pres               | Reti               | Comp        | Pres        | Reti        | Pres   | Reti   |        |
| --------------- | --------------- | --------------- | ---------- | ---------- | --------------- | --------------- | --------------- | ------------------ | ------------------ | ------------------ | ----------- | ----------- | ----------- | ------ | ------ | ------ |
| 2023            | Cerro           | PD              | 11         | 1          | CU              | 0               | 0               |                    | -                  | -                  |             | -           | -           | 11     | 1      |        |
| 2024            | Cerro Largo     | PD              | 6          | 0          | CU              | 0               | 0               | CS                 | 0                  | 0                  |             | -           | -           | 6      | 0      |        |
| Totale carriera | Totale carriera | Totale carriera | 17         | 1          |                 | 0               | 0               |                    | 0                  | 0                  |             | -           | -           | 17     | 1      |        |